# ラール語
ラール語（Laal）は、チャドのMoyen-Chari県のGori（lá）、Damtar（ɓual）、Mailaoと呼ばれるチャド川の対岸にある3つの村で749人（2000年現在）が話す危機に瀕した孤立した言語である。 中央アフリカの古い言語が孤立して残存したものと考えられる。言語学者による書き起こしを除いて、文字化されていない。 元国際SILチャドのメンバーであるDavid Farisによると、25歳未満のほとんどの人々は、現地でより普及しているバギルミ語に言語交替しており、ラール語は消滅の危機に瀕している。
この言語は、Pascal Boyeldieuの1975年と1978年のフィールドワークを通じて、1977年に学術言語学者の注目を集めた。彼のフィールドワークは、ほとんどDamterのM. DjouamKadiという単一の話者に依っていた。

## 分類
ラール語は未分類のままであるが、広範囲にアダマワ諸語（特にブア語）と、チャド諸語の影響も幾分見られる。これらの2つの言語グループのいずれかに分類されることもあれば、孤立した言語と見なされることもある。Boyeldieu（1982）は、自らの見解を次のように要約している。「その分類には問題が残っている。ブア語（アダマワ諸語-13、ジョセフ・グリーンバーグのニジェール・コンゴ語族）との間に特定の語彙的、そして間違いなく形態学的な特徴を共有しているが、多くの点で根本的に異なる。先験的に、地理的に近いチャド諸語との関係を考えさせられる。」Roger Blench（2003）は、「その語彙と形態は、一部はチャド諸語（つまりアフロ・アジア語族）、一部はアダマワ諸語（つまりニジェール・コンゴ語族）、一部は未知の言語（おそらく今は消滅した言語群）に由来するようだ。」としている。特に関心を引くのは後者の可能性である。これが真実だと証明されれば、ラール語は、アフリカの主要な語族であるアフロ・アジア語族、ナイル・サハラ語族、ニジェール・コンゴ語族が拡大する前の、中央アフリカの言語状態の残存である可能性がある。
ラール語はブア語、ニエリム語、そしてンダム語に隣接する。ラール語には、数世紀の間バギルミ帝国下の地域の共通語であったバギルミ語からの外来語が多数含まれており、おそらく現在ラールに隣接するチャド諸語とは異なるチャド語由来の語根がいくらか含まれている。さらに、ほぼ全てのラール人は第二言語としてニエリム語を話し、ラール語の語彙の20％〜30％はニエリム語と同根であり、特に農業関係の語彙で顕著である（Boyeldieu 1977、Lionnet2010）。バギルミ人と同様、ラール人はイスラム教徒であるため、アラビア語の外来語もいくつか見つかる。ただし、ほとんどの中核語彙を含む語彙の約60％は、既知の語族では識別できない（Lionnet2010）。実際、いくつかの基礎語彙を含むニエリム語と同根語のいくつかは、密接に関連するブア諸語と同根ではないことから、これらがアダマワ諸語のルーツではなく、ラール語の基層からニエリム語に借用されたことを示唆している（Lionnet2010）。 Pozdniakov（2010）は、ラール語はニジェール・コンゴ語族の別個の支派であり、代名詞体系の一部がケラ語のようなチャド系言語から借用されていると考えている。
あるいは、最近の遺伝学的研究により、ラール人はナトゥーフ文化や新石器時代のレバントの文化の担い手と類似するユーラシア要素の顕著な混合が確認されたことから、チャドに移住した新石器時代の近東の農民集団の言語から派生した言語である可能性がある。
Müller et al. (2013)による自動計算分析（ASJP 4）では、チャド語派と共にグループ化され、チャド語との早期の接触を示唆している。

## 文献
- Roger Blench. Archaeology, Language, and the African Past. Altamira Press forthcoming.
- Pascal Boyeldieu. 1977. "Eléments pour une phonologie du laal de Gori (Moyen-Chari), Etudes phonologiques tchadiennes, Paris, SELAF (Bibliothèque, 63–64), p. 186–198.
- Pascal Boyeldieu. 1982. Deux études laal (Moyen-Chari, Tchad), in Verbindung mit SELAF, Paris.  Berlin: Reimer.  Marburger Studien zur Afrika- und Asienkunde: Ser. A, Afrika; Bd. 29.  ISBN 3-496-00557-2.
- Pascal Boyeldieu. 1982. "Quelques questions portant sur la classification du laal (Tchad)". in JUNGRAITHMAYR, H., The Chad languages in the Hamitosemitic-Nigritic Border Area (Papers of the Marburg Symposium, 1979). Berlin : Reimer, p. 80–93. Coll. Marburger Studien zur Afrika- und Asienkunde, Serie A : Afrika.
- Pascal Boyeldieu. 1987. "Détermination directe/indirecte en laal". in BOYELDIEU, P., La maison du chef et la tête du cabri : des degrés de la détermination nominale dans les langues d'Afrique centrale. Paris : Geuthner, p. 77–87. ISBN 2-7053-0339-1
- David Faris, 19 September 1994.  "In-House Summary: Laal/Gori language". SIL/Chad Survey Team.  (Unpublished.)
- Florian Lionnet & Konstantin Pozdniakov, "Laal: an isolate language?", in Language Isolates in Africa workshop, Lyons, December 4, 2010